# Bancroft (Wisconsin)
Bancroft es un lugar designado por el censo ubicado en el condado de Portage en el estado estadounidense de Wisconsin. En el Censo de 2010 tenía una población de 535 habitantes y una densidad poblacional de 40,99 personas por km².

## Geografía
Bancroft se encuentra ubicado en las coordenadas 44°18′31″N 89°30′22″O / 44.30861, -89.50611. Según la Oficina del Censo de los Estados Unidos, Bancroft tiene una superficie total de 13.05 km², de la cual 13.03 km² corresponden a tierra firme y (0.2%) 0.03 km² es agua.

## Demografía
Según el censo de 2010, había 535 personas residiendo en Bancroft. La densidad de población era de 40,99 hab./km². De los 535 habitantes, Bancroft estaba compuesto por el 89.91% blancos, el 0.56% eran afroamericanos, el 0.19% eran amerindios, el 0% eran asiáticos, el 0% eran isleños del Pacífico, el 5.61% eran de otras razas y el 3.74% pertenecían a dos o más razas. Del total de la población el 22.99% eran hispanos o latinos de cualquier raza.